# Голицин, Анатолий Васильевич
Анато́лий Васи́льевич Голи́цин (Голи́цын; 29 июня 1908, Петроково, Ярославская губерния — 13 декабря 1978, Кемерово) — участник Великой Отечественной войны, командир 82-го гвардейского бомбардировочного авиационного полка (1-й гвардейской бомбардировочной авиационной дивизии, 6-го гвардейского бомбардировочного авиационного корпуса, 2-й воздушной армии), Герой Советского Союза (27.06.1945).
К концу апреля 1945 года гвардии майор А. В. Голицин лично произвел 96 боевых вылетов и 20 раз водил в бой группы самолётов, сам был сбит 4 раза и дважды горел в подбитом самолёте. Воевал на Пе-2.

## Биография
Родился 29 июня 1908 года в деревне Петроково (ныне Гаврилов-Ямского района Ярославской области) в рабочей семье. Русский. Окончив 7 классов сельской школы в родной деревне, с 15 лет работал на фабрике «Заря социализма» в Гаврилов-Яме, в 1929 год окончил курсы нормировщиков в городе Костроме. Затем работал нормировщиком на предприятиях Ивановской области. Член ВКП(б)/КПСС с 1929 года. В 1930 году поступил в Московский государственный университет.

### Служба в РККА и Зимняя война
В июне 1932 года был призван в РККА. В 1935 году окончил военную школу лётчиков. Затем служил в Ленинградском военном округе пилотом бомбардировщика в 2-м тяжёлом бомбардировочном полку. Участник советско-финской войны, в октябре 1940 года был награждён орденом Красной Звезды. В 1941 году окончил курсы усовершенствования командиров авиационных эскадрилий.

### В годы Великой Отечественной войны
Участник Великой Отечественной войны с июня 1941 года. Воевал на Пе-2 в составе 321-го (с 23 октября 1943 — 82-го гвардейского) бомбардировочного полка сначала заместителем командира эскадрильи, затем — командиром эскадрильи.
В сентябре 1944 года гвардии майор А. В. Голицин назначен командиром 82-го гвардейского бомбардировочного авиационного полка и командовал им до последнего победного дня войны. Только за последние 8 месяцев войны полк под командованием А. В. Голицина совершил 1025 боевых самолёто-вылетов и сбросил на живую силу, технику и коммуникации противника 930 тонн бомбового груза, уничтожил 32 танка, 260 железнодорожных вагонов, 357 автомашин с военными грузами, 28 орудий, 21 самолёт, 19 складов с боеприпасами и 7 складов с горючим, 5 мостов, 7 бронемашин, 715 зданий, а также около 1300 солдат и офицеров противника. Особенно полк отличился в боях за освобождение Польши и на территории Германии, содействуя успешному наступлению советских войск в районе городов Краков и Ченстохова, на реках Висла и Одер.
К концу апреля 1945 года гвардии майор А. В. Голицин лично произвёл 96 боевых вылетов и 20 раз водил в бой группы самолётов, сам был сбит 4 раза и дважды горел в подбитом самолёте.
19 апреля 1945 года группа из 18-ти Пе-2 под командованием гвардии майора А. В. Голицина обрабатывала позиции противника в районе населённого пункта Мадлов (Польша). Над целью самолёт командира был подбит, и А. В. Голицин покинул горящую машину с парашютом и раненый попал в плен. 25 апреля был освобождён советскими войсками и 1 мая вернулся в полк.
Указом Президиума Верховного Совета СССР от 27 июня 1945 года «за мужество, отвагу и героизм, проявленные в борьбе с немецко-фашистскими захватчиками», гвардии майору А. В. Голицину присвоено звание Героя Советского Союза с вручением ордена Ленина и медали «Золотая Звезда» (№ 6038).

### В послевоенные годы
С 1946 года гвардии майор А. В. Голицин в запасе. Жил и работал в городах Новомосковск Тульской области, Лысьва Пермской области. Последние годы жил в городе Кемерово. Умер 13 декабря 1978 года.

## Награды
- медаль «Золотая Звезда» № 6038 Героя Советского Союза (27 июня 1945);
- орден Ленина (27 июня 1945);
- два ордена Красного Знамени (17 марта 1943; 26 октября 1943);
- орден Александра Невского (15 мая 1945);
- орден Красной Звезды (10 октября 1940);
- медали.

## Память
Имя А. В. Голицина высечено на мемориале в сквере в центре города Гаврилов-Ям, на мемориале лётчикам в Туле и на мемориале «Родина-Мать» в Киеве.